# Cenani-Lenz-Syndaktylie
Die Cenani-Lenz-Syndaktylie  ist ein sehr seltenes angeborenes Fehlbildungssyndrom mit ausgedehnten knöchernen Veränderungen (Syndaktylien) an Hand, Unterarm und Fuß.
Synonyme sind: Cenani-Lenz-Syndrom; Syndaktylie Typ Cenani; Syndaktylie Typ Cenani-Lenz; Cenani-Syndaktylie; Cenani-Lenz-Oligodaktylie-Synostosis-Syndrom; Syndaktylie Typ 7.
Die Bezeichnung bezieht sich auf die Autoren einer Beschreibung aus dem Jahre 1967 durch den türkischen Pädiater Asim Cenani und Widukind Lenz.
Die Erstbeschreibung stammt aus dem Jahre 1938 von Leonore Liebenam.

## Verbreitung
Die Häufigkeit wird mit unter 1 zu 1.000.000 angegeben, bislang wurde über weniger als 30 Betroffene berichtet. Die Vererbung erfolgt autosomal-rezessiv.

## Ursache
Der Erkrankung liegen Mutationen im LRP4-Gen auf Chromosom 11 Genort p11.2 zugrunde, welches für einen Membranrezeptor der LDL-Rezeptorfamilie, das Low Density Lipoprotein Receptor-related Protein  4, kodiert.
Mutationen in diesem Gen finden sich auch bei der Sklerosteose Typ 2 und dem Kongenitalen myasthenen Syndrom.

## Klinische Erscheinungen
Klinische Kriterien sind:
- knöcherne und häutige Syndaktylie des II. bis V. Fingers mit verkürzten, seltener Oligodaktylie mit fragmentierten Phalangen
- nahezu symmetrische ausgedehnte Fusion von Handwurzelknochen und Metacarpalia, Synostose der Handwurzel-, Mittelhand- und Fingerknochen
- verminderte Anzahl der angelegten Fingerstrahlen
- mesomele Brachymelie mit Radioulnarer Synostose, Kongenitale Radiuskopfluxation
- normale Intelligenz
- Verkürzung und Synostose auch der Zehen
- weniger ausgeprägte Fusion von Fußwurzelknochen und Metatarsalia

## Diagnose
Die Diagnose ergibt sich aus den klinischen Befunden, eine Erfassung mittels Feinultraschall ist vorgeburtlich möglich.